# Costa Ronin
Konstantin Ronin, noto come Costa Ronin  (in russo Константин Ронин?; Kaliningrad, 3 febbraio 1979), è un attore russo con cittadinanza australiana, cresciuto tra Russia e Nuova Zelanda.

## Biografia
Nato a Kaliningrad nell'ex Unione Sovietica (ora exclave della Russia), all'età di 17 anni si è trasferito a Wellington, in Nuova Zelanda, con sua madre e si è poi laureato in Relazioni Internazionali e Scienze Politiche presso l'Università Victoria di Wellington. Nel 2001 si è trasferito in Australia per studiare recitazione, prima a Perth e successivamente a Sydney. Dal 2012 risiede a Los Angeles. È diventato noto per il ruolo di Oleg Igorevich Burov nella serie televisiva The Americans. Dal 2018 al 2020 ha recitato nella serie televisiva Homeland - Caccia alla spia.

## Filmografia

### Cinema
- The Last Resort, regia di David Farrell (2006)
- Anyone You Want, regia di Campbell Graham (2010)
- Red Dog, regia di Kriv Stenders (2011)
- The Midnighters, regia di Julian Fort (2016)
- The Body Tree, regia di Thomas Dunn (2017)
- Un viaggio indimenticabile (Head Full of Honey), regia di Til Schweiger (2018)
- C'era una volta a... Hollywood (Once Upon a Time in... Hollywood), regia di Quentin Tarantino (2019)

### Televisione
- Fatal Contact - Il contagio viene dal cielo (Fatal Contact: Bird Flu in America) – film TV (2006)
- The Circuit – serie TV, episodio 1x06 (2007)
- False Witness, regia di Peter Andrikidis – film TV (2009)
- East West 101 – serie TV, episodio 2x02 (2009)
- Extant – serie TV, episodio 1x04 (2014)
- Agent Carter – serie TV, episodio 1x01 (2015)
- Scorpion – serie TV, episodio 2x05 (2015)
- Agent X – serie TV, episodio 1x10 (2015)
- The Strain – serie TV, episodio 3x07 (2016)
- Gotham – serie TV, episodi 3x09-3x10 (2016)
- Shooter – serie TV, episodio 1x10 (2017)
- The Americans – serie TV, 61 episodi (2014-2018)
- Splitting Up Together – serie TV, 5 episodi (2018)
- Homeland - Caccia alla spia (Homeland) – serie TV, 16 episodi (2018-2020)
- The Endgame - La regina delle rapine (The Endgame) – serie TV, 10 episodi (2022)

## Doppiatori italiani
Nelle versioni in italiano delle opere in cui ha recitato, Costa Ronin è stato doppiato da:
- Francesco Sechi in C'era una volta a... Hollywood, The Endgame - La regina delle rapine
- Alessandro Rigotti in The Americans
- Emiliano Reggente in Homeland - Caccia alla spia